# Romaszkówka (przystanek kolejowy)
Romaszkówka (ukr. Ромашківка) – przystanek kolejowy w miejscowości Romaszkówka, w rejonie łuckim, w obwodzie wołyńskim, na Ukrainie. Leży na linii Zdołbunów – Kowel.